# Kevin Ollie
Kevin Jermaine Ollie (Dallas, 27 de dezembro de 1972) é um ex-jogador e treinador norte-americano de basquete que é o técnico interino do Brooklyn Nets da National Basketball Association (NBA).
Ele é o antigo treinador principal da equipe de basquete masculino da Universidade de Connecticut e um dos únicos quatro treinadores afro-americanos a vencer o Torneio Masculino da NCAA. Ele jogou por doze franquias da NBA, mais proeminentemente em três passagens pelo Philadelphia 76ers, em treze temporadas de 1997 a 2010.
Após se aposentar do basquete profissional em 2010, Ollie se juntou à UConn como assistente técnico; em 2012 ele foi promovido a treinador principal após a aposentadoria de Jim Calhoun. Em seu segundo ano como técnico, eles ganharam o Torneio da NCAA de 2014. Ele foi demitido em 2018.

## Vida pregressa
Filho de Fletcher e Dorothy Ollie, Kevin nasceu em Dallas, Texas e cresceu no bairro violento de South Los Angeles. Quando Ollie tinha 7 anos, seus pais se divorciaram e seu pai se mudou para Dallas. Ele passava os verões lá, cortando grama e fazendo outros trabalhos temporários para poder ficar com ele por algum tempo. Sua mãe, professora e ministra ordenada, criou ele e suas irmãs mais velhas, Vita e Rhonda, sozinha.

## Carreira de jogador

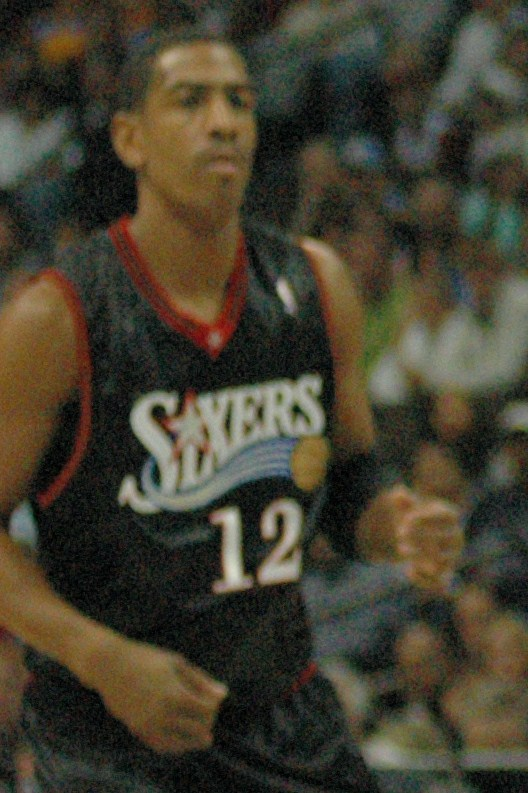
Ollie com os 76ers em 2007

Ollie frequentou e jogou basquete na Crenshaw High School em Los Angeles, Califórnia. Em seguida, atuou por quatro temporadas (1991-95) na Universidade de Connecticut. Após sua graduação, ingressou no Connecticut Pride da Continental Basketball Association, jogando com eles de 1995 a 1997. Depois disso, começou a jogar na NBA.
O Minnesota Timberwolves fez de Ollie seu capitão durante a temporada de 2008-09. Ele foi então contratado pelo Oklahoma City Thunder em 1º de agosto de 2009, pelo mínimo para veteranos. Após a temporada, Ollie se aposentou para se juntar ao Connecticut Huskies como assistente técnico.
O jogador da NBA, Kevin Durant, em entrevista à Grantland, disse sobre Ollie (que jogou pelo OKC durante a temporada de 2009-10): “Kevin Ollie, ele foi uma virada de jogo para nós. Acho que ele mudou toda a cultura em Oklahoma City. Apenas sua mentalidade e profissionalismo. E todos nós assistimos a isso e todos nós queríamos ser assim. Isso contagiou Russell Westbrook, eu mesmo, Jeff Green, James Harden. E então todos que aparecem agora, é o padrão que você tem que cumprir como jogador do Thunder. E tudo começou com Kevin Ollie.”
Ollie havia desempenhado anteriormente um papel semelhante com o Cleveland Cavaliers. Jim Paxson, então gerente geral dos Cavaliers, relembrou sua motivação para contratar Ollie: "Pensamos que ele poderia entrar e ser uma ponte para nós na posição de armado e também ser uma boa influência para nossos jogadores mais jovens, o principal deles sendo LeBron James." Paxson citou o "profissionalismo e abordagem de Ollie para o jogo" como qualidades valorizadas pela equipe.

## Carreira de treinador
Em 2012, Ollie foi nomeado treinador principal de basquete na Universidade de Connecticut, substituindo o lendário técnico Jim Calhoun. Ele atuou como assistente técnico nas últimas duas temporadas de Calhoun na UConn. Como assistente técnico em 2011, Ollie ajudou a guiar os Huskies a um recorde de 11 vitórias consecutivas na pós-temporada e os titulos do Torneio Big East e do Torneio da NCAA de 2011. Em 29 de dezembro de 2012, UConn e Ollie concordaram com um contrato de cinco anos.
Os Huskies encerraram sua primeira temporada sob o comando de Ollie com um recorde de 20-10 e em 8º lugar na Big East. A equipe ficou inelegível para a pós-temporada devido a uma proibição da NCAA resultante de uma baixa pontuação do Índice de Progresso Acadêmico em várias temporadas anteriores.
Na segunda temporada de Ollie, os Huskies terminaram em 3º lugar na AAC, derrotaram Memphis e Cincinnati antes de perderem para Louisville na final do Torneio da AAC. Connecticut ganhou uma vaga no Torneio da NCAA e derrotou Saint Joseph's, Villanova, Iowa State e Michigan State para chegar ao Final Four.
Em 5 de abril de 2014, os Huskies derrotaram Flórida na semifinal nacional do Final Four do Torneio da NCAA por 63-53. Os Huskies então derrotaram Kentucky por 60-54 na final em 7 de abril e conquistaram o quarto título do Torneio Masculino da NCAA em quinze anos.
Em 22 de maio de 2014, Ollie assinou um novo contrato de cinco anos e US$ 2,8 milhões por ano com a UConn. Ele foi demitido com justa causa em 10 de março de 2018, devido a uma investigação da NCAA que levou a uma punição de três anos da NCAA por violações que ocorreram durante um período de quatro anos que terminou em 2017. Ollie foi acusado de "falha em monitorar" seu programa e não promover uma atmosfera de conformidade. Connecticut também perdeu uma bolsa de estudos para a turma de 2019-20, foi colocado em dois anos de liberdade condicional, multado em US$ 5.000 e recebeu várias restrições menores de recrutamento. A equipe também teve anuladas as vitórias nas quais um jogador inelegível participou durante as temporadas de 2016-17 e 2017-18 (nenhuma foi desocupada para 2016-17).
Ollie foi acusado de três violações de Nível I decorrentes do seguinte: jogos de verão que deveriam ter sido contabilizados para atividades permitidas da equipe, um coordenador de vídeo envolvido em instruções de treinamento inadmissíveis e um reforço que fornece benefícios extras aos estudantes-atletas. Os benefícios extras foram fornecidos por um treinador particular e incluíram treinamento, hospedagem, alimentação e transporte local. Ollie apresentou uma queixa após sua demissão, buscando receber US$ 10 milhões em pagamentos atrasados.
Em 12 de abril de 2021, o Overtime Elite anunciou a contratação de Ollie como chefe de treinamento e desenvolvimento de basquete.
Em 3 de junho de 2023, foi divulgado que Ollie seria contratado como assistente técnico do Brooklyn Nets da NBA. Ollie se juntou à equipe técnica do Nets sob o comando do técnico Jacque Vaughn. Depois que Vaughn foi demitido durante o intervalo do All-Star Game da NBA de 2024, os Nets promoveram Ollie para ocupar o cargo de técnico interino.

## Vida pessoal
Ollie é cristão. Durante sua carreira na NBA, Ollie esteve ativamente envolvido com a Fellowship of Christian Athletes. O capelão da FCA de Ollie afirmou: "Há muito poucos caras na NBA que são realmente dedicados ao Senhor como Kevin".
Ollie e sua ex-esposa, Stephanie, têm dois filhos: Jalen e Cheyenne. Stephanie Ollie pediu o divórcio em janeiro de 2015.

## Estatísticas como jogador

### Temporada regular
| Ano      | Equipe        | PJ  | PT  | MPJ  | AP   | 3P    | LL    | RT  | AS  | BR  | TO | PPJ |
| -------- | ------------- | --- | --- | ---- | ---- | ----- | ----- | --- | --- | --- | -- | --- |
| 1997–98  | Dallas        | 16  | 0   | 13.4 | .333 | —     | .720  | 1.3 | 2.0 | .4  | .0 | 2.9 |
| 1997–98  | Orlando       | 19  | 0   | 11.4 | .411 | .000  | .689  | .9  | 1.7 | .4  | .0 | 4.1 |
| 1998–99  | Sacramento    | 7   | 0   | 9.7  | .308 | —     | .800  | .9  | .4  | .4  | .1 | 1.7 |
| 1998–99  | Orlando       | 1   | 0   | 4.0  | .000 | —     | .500  | 1.0 | .0  | .0  | .0 | 1.0 |
| 1999–00  | Philadelphia  | 40  | 0   | 7.3  | .449 | —     | .757  | .8  | 1.2 | .3  | .0 | 1.8 |
| 2000–01  | New Jersey    | 19  | 0   | 8.5  | .185 | —     | .632  | 1.2 | 1.3 | .3  | .0 | 1.2 |
| 2000–01  | Philadelphia  | 51  | 4   | 15.0 | .430 | .333  | .729  | 1.4 | 2.4 | .5  | .0 | 3.8 |
| 2001–02  | Chicago       | 52  | 17  | 22.0 | .383 | .500  | .838  | 2.5 | 3.7 | .7  | .0 | 5.8 |
| 2001–02  | Indiana       | 29  | 0   | 19.9 | .400 | —     | .804  | 1.9 | 3.4 | .9  | .0 | 5.4 |
| 2002–03  | Milwaukee     | 53  | 4   | 21.3 | .459 | .200  | .747  | 1.9 | 3.4 | .7  | .1 | 5.7 |
| 2002–03  | Seattle       | 29  | 1   | 26.6 | .441 | 1.000 | .759  | 2.9 | 3.8 | 1.1 | .0 | 8.0 |
| 2003–04  | Cleveland     | 82  | 7   | 17.1 | .370 | .444  | .835  | 2.1 | 2.9 | .6  | .1 | 4.2 |
| 2004–05  | Philadelphia  | 26  | 0   | 6.1  | .355 | —     | .667  | .7  | .7  | .2  | .0 | 1.1 |
| 2005–06  | Philadelphia  | 70  | 23  | 15.3 | .431 | .333  | .837  | 1.4 | 1.4 | .5  | .0 | 2.7 |
| 2006–07  | Philadelphia  | 53  | 23  | 17.3 | .433 | .100  | .822  | 1.4 | 2.5 | .4  | .0 | 3.8 |
| 2007–08  | Philadelphia  | 40  | 0   | 7.5  | .420 | .000  | .800  | .5  | 1.0 | .3  | .0 | 1.8 |
| 2008–09  | Minnesota     | 50  | 21  | 17.0 | .407 | .000  | .833  | 1.5 | 2.3 | .4  | .1 | 4.0 |
| 2009–10  | Oklahoma City | 25  | 0   | 10.5 | .400 | .000  | 1.000 | 1.0 | 0.8 | .4  | .0 | 1.8 |
| Carreira | Carreira      | 662 | 100 | 13.8 | .367 | .264  | .764  | 1.4 | 1.9 | .4  | .0 | 3.3 |

### Playoffs
| Ano      | Equipe        | PJ | PT | MPJ  | AP   | 3P   | LL    | RT  | AS  | BR | TO | PPJ |
| -------- | ------------- | -- | -- | ---- | ---- | ---- | ----- | --- | --- | -- | -- | --- |
| 2000     | Philadelphia  | 10 | 0  | 6.5  | .500 | .000 | .889  | .5  | 1.2 | .2 | .0 | 2.0 |
| 2001     | Philadelphia  | 23 | 0  | 5.3  | .370 | .000 | .929  | .4  | 1.0 | .0 | .0 | 1.4 |
| 2002     | Indiana       | 5  | 0  | 23.6 | .423 | .500 | 1.000 | 2.4 | 4.6 | .6 | .0 | 5.8 |
| 2008     | Philadelphia  | 3  | 0  | 6.3  | .250 | .000 | 1.000 | .3  | 1.0 | .7 | .0 | 1.3 |
| 2010     | Oklahoma City | 1  | 0  | 5.0  | .000 | .000 | .000  | .0  | .0  | .0 | .0 | .0  |
| Carreira | Carreira      | 42 | 0  | 9.3  | .308 | .100 | .763  | .7  | 1.5 | .3 | .0 | 2.1 |

## Estatísticas como treinador
As vitórias de Ollie nas temporadas 2016–17 e 2017–18 foram anuladas.
| Temporadas                                                     | Time               | Recorde      | Conferências | Classificação | Pós-Temporada                |
| -------------------------------------------------------------- | ------------------ | ------------ | ------------ | ------------- | ---------------------------- |
| Connecticut Huskies (Big East Conference) (2012–2013)          |                    |              |              |               |                              |
| 2012–13                                                        | UConn              | 20–10        | 10–8         | T–7th         | Inelegivel                   |
| Connecticut Huskies (American Athletic Conference) (2012–2013) |                    |              |              |               |                              |
| 2013–14                                                        | UConn              | 32–8         | 12–6         | T–3rd         | Campeão do Torneio da NCAA   |
| 2014–15                                                        | UConn              | 20–15        | 10–8         | T–5th         | Primeira rodada do NIT       |
| 2015–16                                                        | UConn              | 25–11        | 11–7         | 6th           | Round 32 do Ttorneio da NCAA |
| 2016–17                                                        | UConn              | 0–17         | 0–9          | Vacated       |                              |
| 2017–18                                                        | UConn              | 0–18         | 0–11         | Vacated       |                              |
| Connecticut/UConn:                                             | Connecticut/UConn: | 97–79 (.551) | 43–49 (.467) |               |                              |